# 流花湖公园
广州市流花湖公园（“花”在广州话中习惯上读若“化”，粤拼：faa3）位于中华人民共和国广东省广州市越秀区流花街道流花湖社区流花路100号，是一个由低丘和湖泊构成的公园。座落于流花路以南、东风西路以北、人民北路以西。占地54.43万平方米，其中水域面积33万平方米，绿化占陆地面积88％，园内有个3大湖4小湖，还有一座面积3000多平方米的鸟岛。公园以棕榈植物、榕属植物、开花灌木及草坪、湖面与岭南建筑相互配合，形成以南亚热带特色的风光。公园功能集游览、娱乐、休憩功能、蓄水防洪为一体。有游览休息区、娱乐活动区、花鸟盆景观赏展览区三个开放性区域。

## 历史

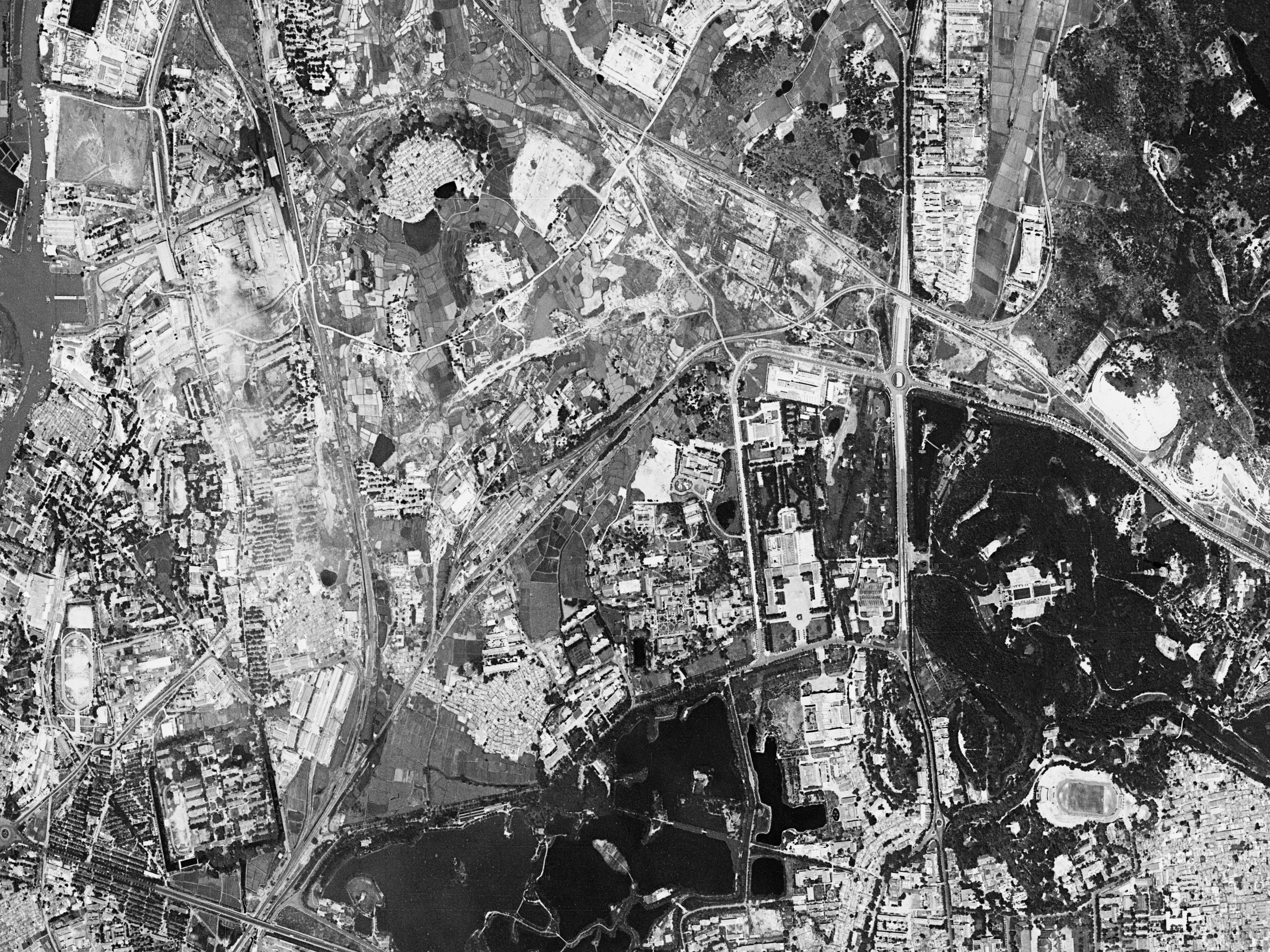
流花湖附近卫星图（1966年）

流花湖古时为天然湖泊，称为兰湖或芝兰湖。汉、晋时期，湖面连通珠江，是广州主要内港。唐代这里建有西侯津亭，仍是广州的水路枢纽，来往船只可经驷马涌进入出广州，是军事、交通要地。到明代湖面日渐缩小，淤塞成水塘。1958年广州市政府为解决城区水患，建成流花湖等四个人工湖，后辟为公园，因湖东北有南汉古迹流花桥而得名。1986年时值中英联合声明签署不久，英女王伊丽莎白二世曾到访公园，并植下纪念树。现正兴建的康王路隧道将由南北从公园中间穿过。位于本公园南面的广州地铁8号线彩虹桥站也在2022年9月28日正式启用。

## 图集

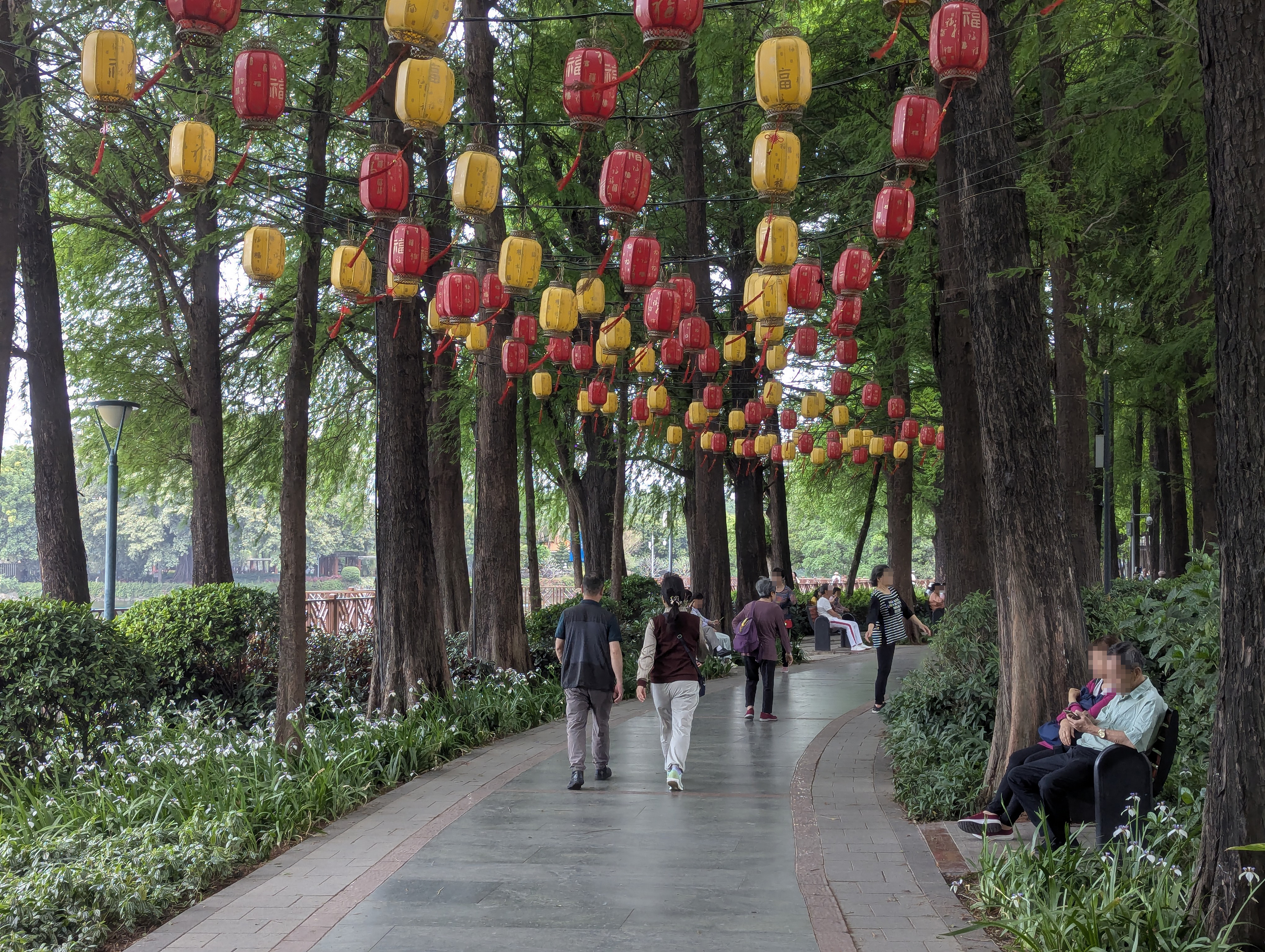
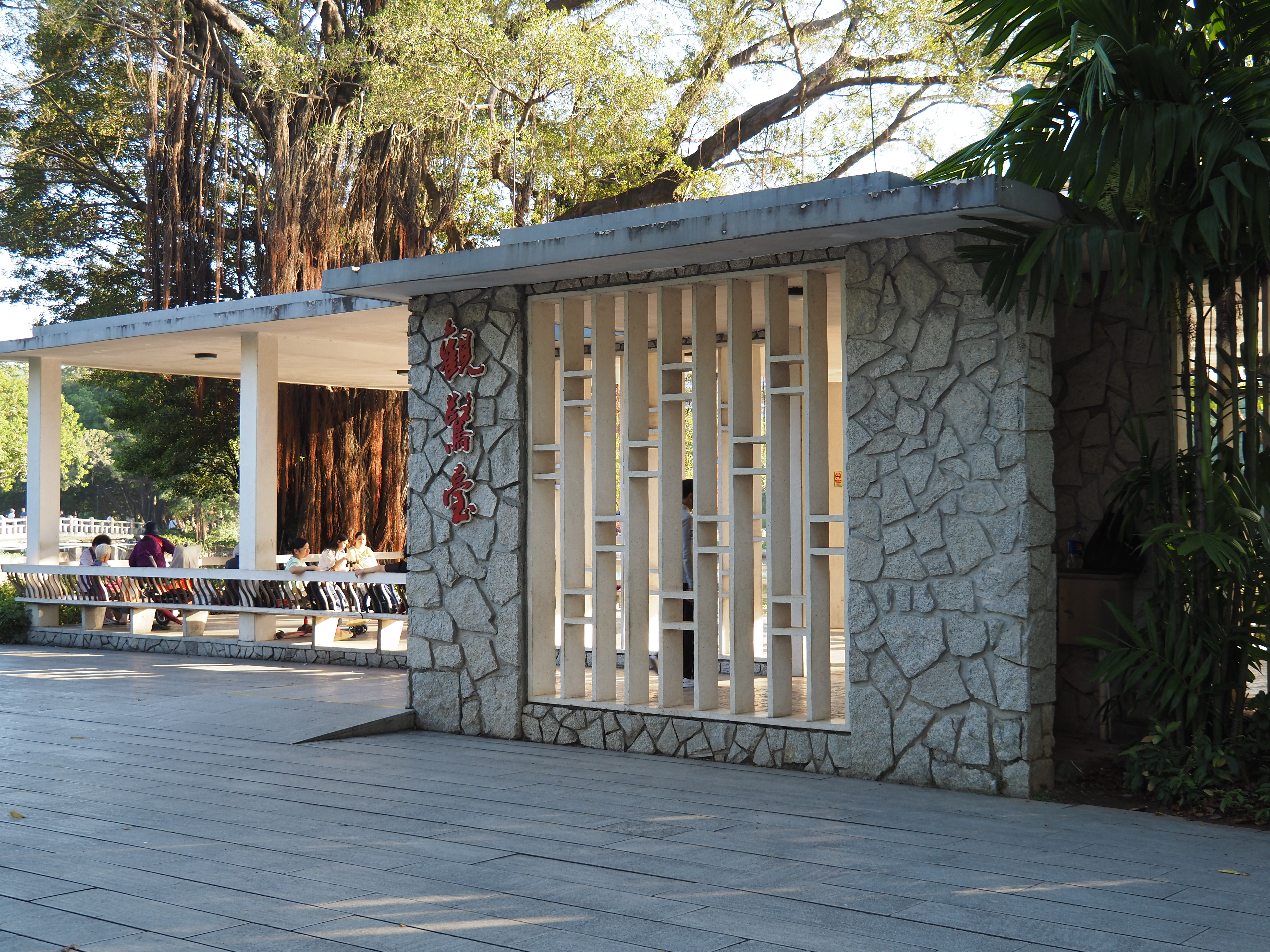
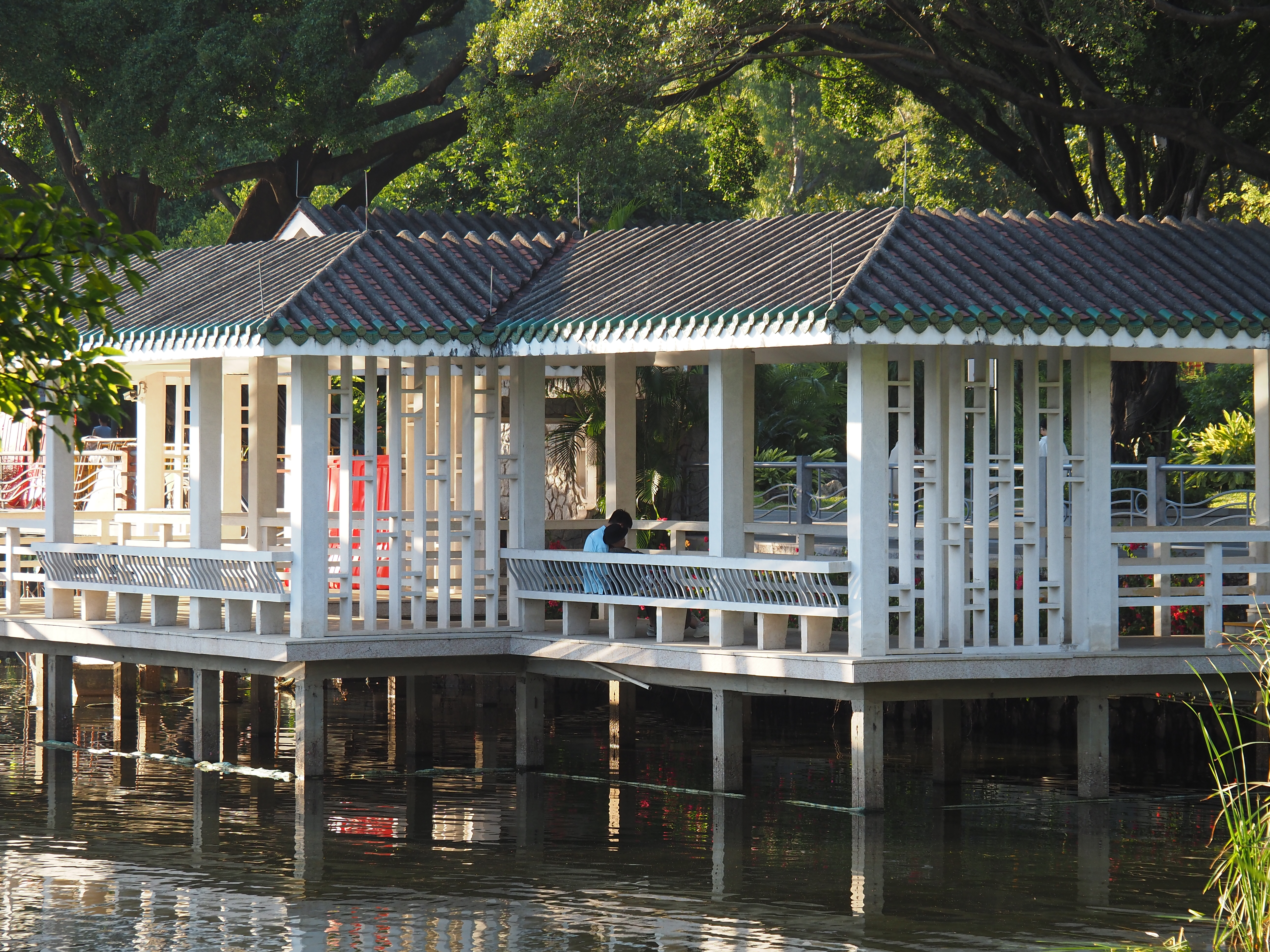
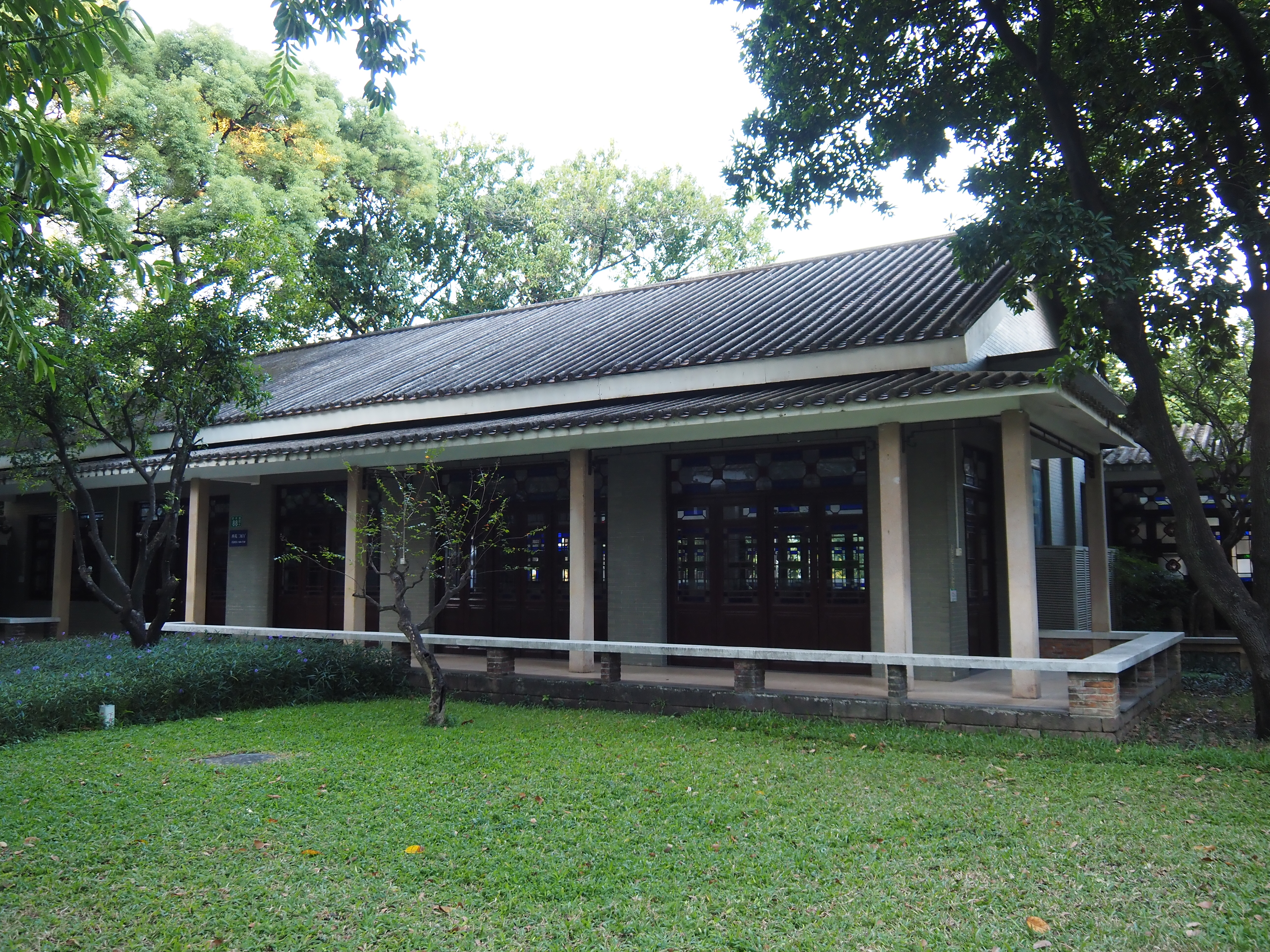
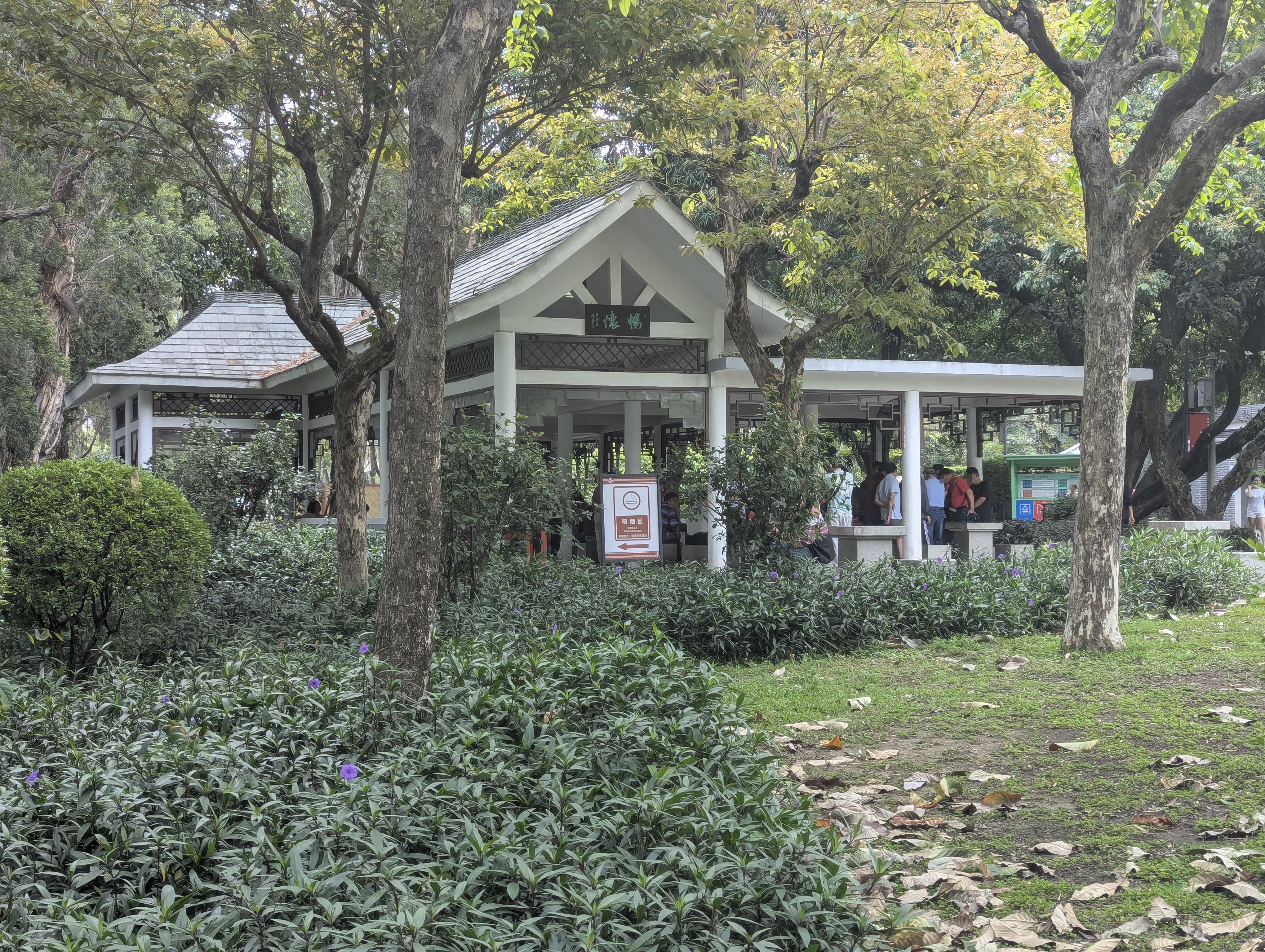
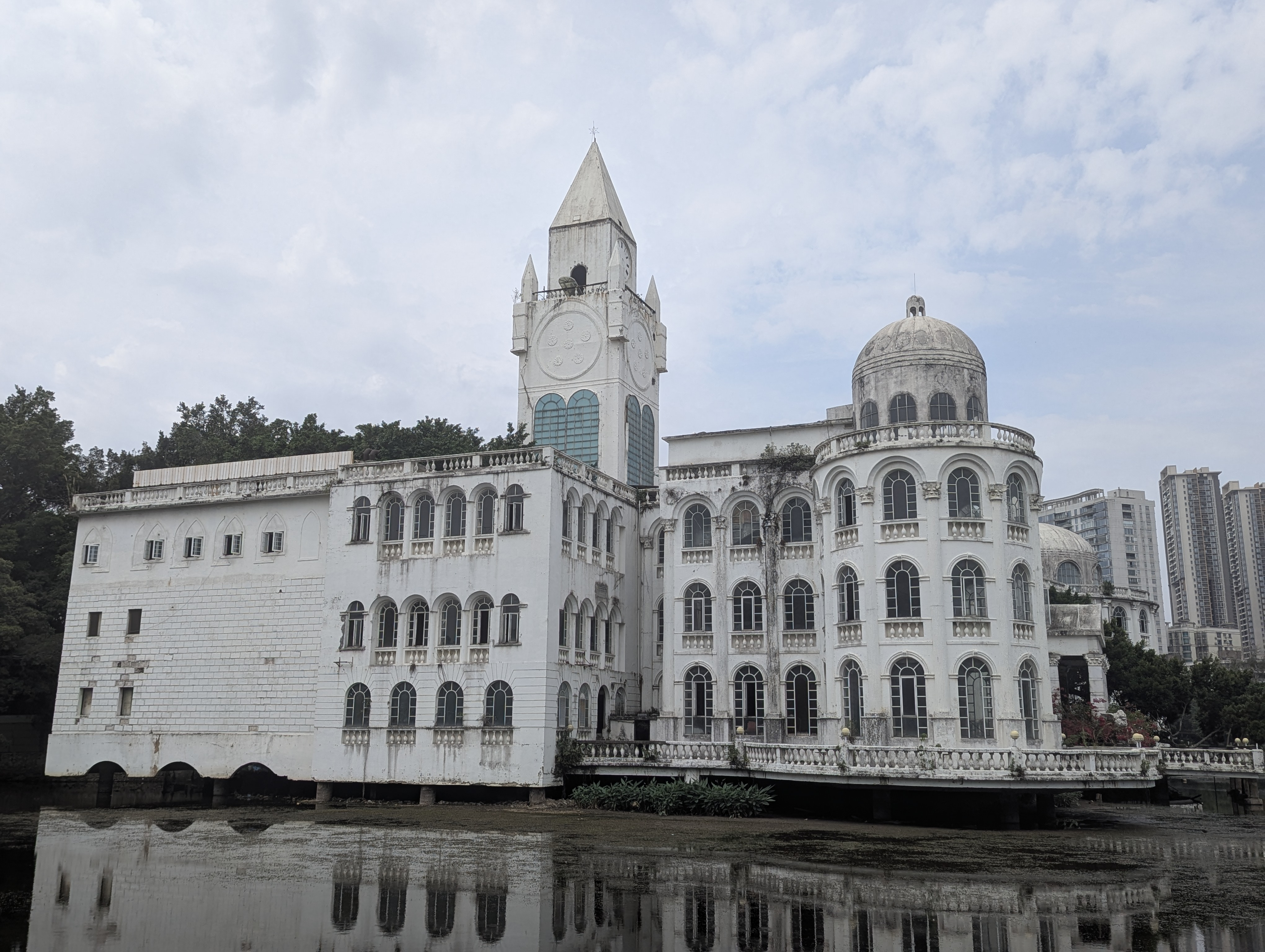